# Hārūn al-Rashīd
Hārūn al-Rashīd (in arabo هارون الرشيد‎?; Rey, 19 febbraio 766 – Tus, 24 marzo 809) è il nome e il laqab del quinto califfo della dinastia abbaside. Figlio di Muḥammad ibn ʿAbd Allāh, detto al-Mahdī (califfo abbaside), governò la Umma islamica tra il 786 e l'809. Morì a Tus.
Il suo regno fu prospero, sia in campo culturale sia in quelli scientifico e politico-istituzionale.
La sua vita e la favolosa corte sono state soggetto di molti aneddoti: alcuni realmente accaduti mentre di altri si crede siano inventati di sana pianta. La famosa silloge favolistica de Le mille e una notte contiene molte storie che sono ispirate al mito della magnifica corte di Hārūn.

## Biografia
Hārūn era figlio di al-Mahdī, il terzo califfo abbaside (che governò dal 775 al 785) e di Khayzurān, ex-schiava proveniente dallo Yemen e donna che influenzò grandemente gli affari di Stato durante il regno del marito ed avrebbe avuto influenza anche sui figli. 
Anche Hārūn fu influenzato dalla madre; durante il suo regno a controllare l'amministrazione erano il suo visir barmecide Yahya ibn Khalid (che era stato anche precettore di Hārūn), il figlio Jaʿfar (che era fratello di latte di Hārūn e, quindi, legalmente assimilato in tutto a un fratello di sangue), e altri membri della famiglia dei Barmecidi.
I Barmecidi erano una famiglia persiana divenuta molto potente sotto il califfato di al-Mahdī ma fu proprio Rashīd a disfarsene improvvisamente, facendo imprigionare il suo vecchio istitutore e vizir Yaḥyā e facendo uccidere Jaʿfar, il cui corpo fu poi crocifisso alla porta del ponte più importante che a Baghdad scavalcava il Tigri. L'episodio fece talmente scalpore sui suoi contemporanei (di fatto si trattava di un fratricidio) che il ricordo fu tramandato in modo assai vivido nelle stesse Mille e una notte.
Condusse numerose campagne militari contro l'Impero bizantino, retto al tempo dalla basilissa Irene d'Atene. Invase con successo per due volte l'Asia Minore, costringendo l'imperatrice bizantina a versargli ingenti tributi.
Intorno all'anno 802 stabilì anche contatti diplomatici con Carlo Magno. E si racconta che gli ambasciatori di Carlo tornassero impressionati per quanto avevano visto presso la corte di Hārūn, portando anche come dimostrazione di ciò svariati doni per l’imperatore Carlo, tra cui si dice anche la celebre collana nota come “Il talismano di Carlo Magno”, una collana con al centro uno zaffiro chiaro circondato da perle, granati rossi e smeraldi, nota per essere la preferita di Carlo e con cui aveva anche un certo legame affettivo, arrivando anche chiedere che venisse seppellita con lui; dopo la riapertura della tomba dell’imperatore è attualmente conservata alla cattedrale di Reims ed è considerata una reliquia. (José Enrique Ruiz-Domenec, "La strana alleanza tra il califfo e Carlo Magno", Storica, n.37, https://www.edatlas.it/it/contenuti-digitali/documenti/c98bebaa-77c2-42e1-858e-c8e839dee62b)
Ebbe due mogli, Zubayda e 'Umm al-'Azîz, nonché migliaia di concubine. Dei suoi tredici figli, solo due erano legittimi: uno di questi, al-Amin, generato con Zubaiyda, fu il suo successore.

## Il califfato
Fu per costituirsi una biblioteca personale che Hārūn al-Rashīd volle s'intraprendesse la costruzione della Bayt al-Ḥikma (lett. "La casa della saggezza") che suo figlio al-Maʾmūn ampliò enormemente, rendendola forse il polo bibliotecario più ricco di tutto il mondo islamico nelle varie epoche e la prima università pubblica islamica.
Il califfo deve la sua celebrità anche al fatto di essere il protagonista di varie vicende narrate nella silloge favolistica intitolata Le mille e una notte (Alf layla wa layla), dove è fin troppo generosamente ricordato come il prototipo del governante buono e giusto, a dispetto del suo spietato operare ai danni dei Barmecidi, la cui ottima amministrazione aveva garantito basi floride e solide al suo califfato.